# Der verliebte Löwe (Gemälde)
Der verliebte Löwe (Le Lion amoureux, heute: The Lion in Love) ist der Titel eines Gemäldes von Camille Roqueplan (1800–1855) aus dem Jahr 1836. Das Werk gehört zum Bestand der Wallace Collection in London.

## Beschreibung
In einer urwüchsigen Parklandschaft sitzt im Vordergrund eine als exotische Schäferin kostümierte Dame, die einem neben ihr liegenden und sie hingebungsvoll anschauenden Löwen mit einer Gartenschere konzentriert die Krallen stutzt. Im Hintergrund des Bildes ist links eine junge Frau zu sehen, die mit einer deutlichen Armbewegung vier Jäger mit Hund und Lanzen von deren finalem Einsatz zurückhält.

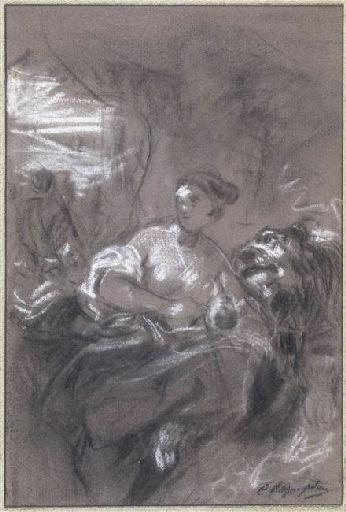
Camille Roqueplan: Le Lion amoureux, o. J.; Kreidezeichnung. Musée national Magnin, Dijon

Das Licht folgt einer künstlichen Regie. Im Hintergrund betont es am linken Bildrand leicht die Gestik der jungen Frau, lenkt indes den Blick des Betrachters zuerst in den Vordergrund auf das durch ein verrutschtes Hemd großzügig erweiterte Décolleté der Schäferin, das auch der Löwe aufmerksam anschaut. Die Komposition betont eine geneigte Senkrechtachse, die vom beleuchteten Scheitel der Dame über ihre Brust und ihre Hand mit der Schere bis zum unter dem Rock hervorlugenden Fuß reicht und die mit der hellen Schulter, dem Ärmel und dem Rock ein Kreissegment bildet. Es wird von einer leicht diagonal angelegten Linie durchschnitten, die von der gestutzten Pranke zur beleuchteten Partie der jungen Frau im Hintergrund führt. In einer Kreidestudie betonte Roqueplan mit der Lichtführung die Idee des diagonalen Aufbaus.
Die Malweise ist akademisch und weist das Werk als Salonmalerei aus, die vom Publikum um die Mitte des 19. Jahrhunderts bevorzugt wurde. Kunstgeschichtlich werden die Werke Roqueplans der Romantik zugeordnet.

## Deutung
Das Bildmotiv referenziert eine Fabel von Jean de La Fontaine (1621–1695): Le Lion amoureux (Der verliebte Löwe): Ein Löwe, der sich in eine Schäferin verliebt hat, stimmt unüberlegt dem Vorschlag ihres Vaters zu, sich Zähne und Klauen stutzen zu lassen, um die Tochter nicht zu gefährden. Infolge wird er, nun wehrlos, zum Opfer der auf ihn angesetzten Hunde. Während bei La Fontaine allerdings unklar bleibt, wer den Löwen seiner angeborenen Waffen beraubt, arbeitet Roqueplan das erotische Motiv der Geschichte heraus und verweist damit auf die biblische Geschichte von Samson und Delila. Das romantische Märchenmotiv La Belle et la Bête wird von Roqueplan mit einer modernen Deutung versehen: Die entwaffnende Anziehungskraft der Frau ist lebensgefährlich, bringt um den Verstand und wird zum Verhängnis.

## Rezeption

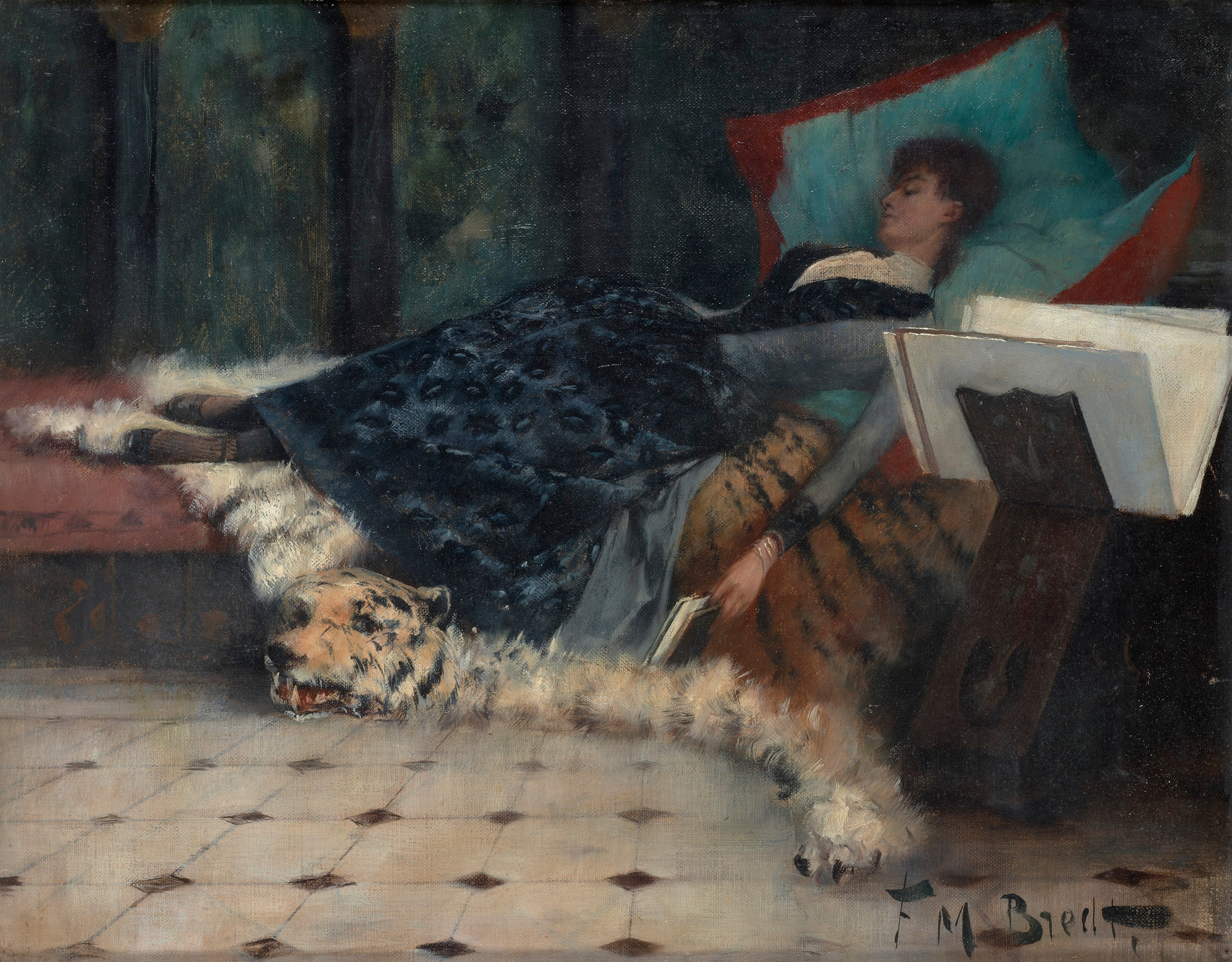
Ferdinand Max Bredt (1860–1921): Ruhende Frau mit Buch (o. J.)

Die vernichtende Anziehungskraft weiblicher Ausstrahlung wird im Laufe des 19. Jahrhunderts in der Figur der Femme fatale bevorzugter Gegenstand in der Literatur und in der Kunst, im Musiktheater sowie im Leben eines bürgerlichen Mannes.
Die verhängnisvolle Frau, mit ihr ausgelieferter Großkatze im Schoß oder auf dem Fell einer solchen ruhend, wird seit der zweiten Hälfte des 19. Jahrhunderts beliebtes Bildmotiv mitunter auch subtiler erotischer Darstellungen.

## Provenienz
Das Werk wurde mit dem Titel Le Lion amoureux im Salon de Paris von 1836 ausgestellt. In Folge war es im Besitz von Ferdinand Philippe d’Orléans (1810–1842), Sohn von Louis-Philippe von Frankreich und französischer Thronfolger. Seine Witwe Hélène, Herzogin von Orléans, verkaufte das Gemälde am 18. Januar 1853 in Paris an Richard Seymour-Conway, 4th Marquess of Hertford. Dessen illegitimer Sohn Richard Wallace erbte die umfangreiche Kunstsammlung seines Vaters. Das Gemälde wurde damit Bestandteil der heutigen Wallace Collection und bekam infolgedessen seinen englischsprachigen Titel.